# Société Royale Belge des Aquarellistes
De Société Royale Belge des Aquarellistes was een Belgische kunstenaarsvereniging die op 11 juni 1856 in Brussel werd opgericht onder voorzitterschap van Jean-Baptiste Madou. De vereniging was geïnspireerd op de Britse Royal Watercolour Society, die in 1804 was gesticht.
Tot de stichtende leden van de Société Royale Belge des Aquarellistes behoorden Paul-Jean Clays, Willem Roelofs, Edmond Tschaggeny, Richard Baseleer en vele anderen. Madou werd als voorzitter opgevolgd door Joseph Schubert (1876-1879), Charles Ligny (1879-1890), Albert Devriendt (1890-1900), Henry Stacquet (1901-1907) en Henri Cassiers (1907-1938).
De vereniging hield jaarlijkse tentoonstellingen op wisselende locaties, waaronder het Hotel d’Assche (Paleizenplein), Hotel Arconati-Visconti (Koningsplein), Hertogenpaleis (nu Paleis der Academiën), vanaf 1880 het nieuwe Paleis voor Schone Kunsten (nu K.M.S.K. Van België; Regentschapstraat) en vanaf 1890 in het Museum voor Moderne Kunst.